# Marsaneix
Marsaneix korábbi község Franciaországban, Dordogne megyében. Lakosainak száma 1123 fő (2018. január 1.). Marsaneix Salon, Breuilh, Église-Neuve-de-Vergt, Notre-Dame-de-Sanilhac, Boulazac-Isle-Manoire, Sainte-Marie-de-Chignac, Lacropte, Atur és Saint-Laurent-sur-Manoire községekkel határos.
2017. január 1-jén [[Notre-Dame-de-Sanilhac] és Breuilh korábbi községgel egyesült és az így létrejött Sanilhac új község része lett.

## Népesség
A település népességének változása:
| Lakosok száma | 476  | 459  | 585  | 726  | 786  | 1033 | 1075 | 1102 | 1116 | 1123 |
|               | 1968 | 1975 | 1982 | 1990 | 1999 | 2011 | 2013 | 2015 | 2017 | 2018 |